# Kintetsu Yoshino-lijn
De Yoshino-lijn  (吉野線, Yoshino-sen) is een spoorlijn tussen de steden Kashihara en Yoshino in Japan. De lijn maakt deel uit van het netwerk van het particuliere spoorbedrijf Kintetsu in de regio Osaka-Kobe-Kioto. De lijn kan worden gezien als een verlenging van de Minami-Osaka-lijn.

## Geschiedenis
In 1912 opende Yoshino Railway een spoorlijn tussen Yoshino en Muda, de lijn werd in 1923 verlengd tot Kashiharajingū-mae en geëlektrificeerd met 1500 V gelijkstroom.
In 1929 fuseerde de Yoshino Railway met de Osaka Electric Railway Co., welke in 1944 fuseerde met Kintetsu.
In 1984 werden de goederendienst stopgezet en werd een Centrale verkeersleiding in gebruik genomen.

## Treindiensten
- Tokkyū (特急, intercity) rijdt tussen Osaka Abenobashi en Yoshino.
- Kyūkō (急行, sneltrein) rijdt tussen Osaka Abenobashi en Yoshino.
- Junkyū (準急, sneltrein) rijdt tussen Osaka Abenobashi en Yoshino.
- Futsu (普通, stoptrein) stopt op elk station.

## Stations
| Station            | Japans     | Verbindingen                | Wijk      | Stad      | Prefectuur |
| ------------------ | ---------- | --------------------------- | --------- | --------- | ---------- |
| Kashiharajingū-mae | 橿原神宮前 | Kintetsu: Minami-Osaka-lijn | Kashihara | Kashihara | Nara       |
| Okadera            | 岡寺       |                             | Kashihara | Kashihara | Nara       |
| Asuka              | 飛鳥       |                             | Asuka     | Asuka     | Nara       |
| Tsubosakayama      | 壺阪山     |                             | Asuka     | Asuka     | Nara       |
| Ichio              | 市尾       |                             | Asuka     | Asuka     | Nara       |
| Kuzu               | 葛         |                             | Gose      | Gose      | Nara       |
| Yoshinoguchi       | 吉野口     | JR West: Wakayama-lijn      | Gose      | Gose      | Nara       |
| Kusurimizu         | 薬水       |                             | Ōyodo     | Ōyodo     | Nara       |
| Fukugami           | 福神       |                             | Ōyodo     | Ōyodo     | Nara       |
| Ōada               | 大阿太     |                             | Ōyodo     | Ōyodo     | Nara       |
| Shimoichiguchi     | 下市口     |                             | Ōyodo     | Ōyodo     | Nara       |
| Koshibe            | 越部       |                             | Ōyodo     | Ōyodo     | Nara       |
| Muda               | 六田       |                             | Ōyodo     | Ōyodo     | Nara       |
| Yamato-Kamiichi    | 大和上市   |                             | Yoshino   | Yoshino   | Nara       |
| Yoshino-Jingū      | 吉野神宮   |                             | Yoshino   | Yoshino   | Nara       |
| Yoshnio            | 吉野       | Yoshino Kabelbaan           | Yoshino   | Yoshino   | Nara       |